# Cepora aspasia
Cepora aspasia é uma borboleta da família Pieridae, encontrada na Indonésia.